# Le Flume
Pour les articles homonymes, voir Flume (homonymie).
Le Flume est la quatre-vingt-onzième histoire de la série Lucky Luke par Morris et Jean Léturgie. Elle est publiée pour la première fois en 1986 du no 524 au no 529 du journal Télé Star puis dans l'album Le Ranch maudit en décembre 1986.